# Río Colares
El río Colares (en portugués, ribeira o rio de Colares) es un río del oeste de la península ibérica que discurre por el distrito de Lisboa, en Portugal. 

## Curso
El Colares tiene sus manantiales en las localidades de Chão de Meninos y Lourel, en Sintra. Es uno de los cursos de agua más importantes del municipio de Sintra, drenando una llanura agrícola aluvial donde se ubica una gran variedad de campos de cultivo, de este a oeste.  Tiene 179 afluentes, de los cuales los más relevantes son los arroyos de Portela, Pena, Almagre, Morelinho, Sintra, Capuchos, Nafarros, Mucifal, Urca y Janas.